# Francisco Antonio Javier de Gardoqui Arriquíbar
Francisco Antonio Javier de Gardoqui Arriquíbar (9. oktober 1747 i Bilbao i Spanien – 27. januar 1820 i Rom) var en af den katolske kirkes kardinaler. 
Han blev udnævnt til kardinal af pave Pave Pius 7. i marts 1816.